# Badminton na Universíada de Verão de 2025
O badmínton na Universíada de Verão de 2025 foi disputado no Innogy Sporthalle uma arena esportiva coberta em Mülheim an der Ruhr, na Alemanha, entre 17 e 26 de julho de 2025.

## Calendário
| Badminton | Julho | Julho | Julho | Julho | Julho | Julho | Julho | Julho | Julho | Julho | Julho | Julho | Eventos |
| Badminton | 16    | 17    | 18    | 19    | 20    | 21    | 22    | 23    | 24    | 25    | 26    | 27    | Eventos |
| --------- | ----- | ----- | ----- | ----- | ----- | ----- | ----- | ----- | ----- | ----- | ----- | ----- | ------- |
|           |       |       |       |       | 1     |       |       |       |       |       | 5     |       | 6       |

|  | Dia de competição |  | Dia de final |

## Medalhistas
| Evento            | Ouro                                      | Prata                                         | Bronze                                                  |
| ----------------- | ----------------------------------------- | --------------------------------------------- | ------------------------------------------------------- |
| Simples Masculino | TPE Ting Yen-Chen                         | FRA Enogat Roy                                | JPN Rei Miyashita                                       |
| Simples Masculino | TPE Ting Yen-Chen                         | FRA Enogat Roy                                | CHN Zhou Xin Yu                                         |
| Simples Feminino  | THA Thamonwan Nithiittikrai               | THA Tidapron Kleebyeesun                      | MAL Ling Ching Wong                                     |
| Simples Feminino  | THA Thamonwan Nithiittikrai               | THA Tidapron Kleebyeesun                      | USA Ella Lin                                            |
| Dupla masculina   | JPN Japão Jin Yong Lee Jongmin            | CHN China Cui He Chen Peng Jian Qin           | CHN China Liao Pin Yi Zhang Le Jian                     |
| Dupla masculina   | JPN Japão Jin Yong Lee Jongmin            | CHN China Cui He Chen Peng Jian Qin           | THA Tailândia Peeratchai Sukphun Pakkapon Terraratsakul |
| Dupla feminina    | CHN China Li Qian Wang Yi Duo             | TPE Taipé Chinês Jheng Yu Chieh SUng Yu-Hsuan | CHN China Liu Jia Yue Tang Rui Zhi                      |
| Dupla feminina    | CHN China Li Qian Wang Yi Duo             | TPE Taipé Chinês Jheng Yu Chieh SUng Yu-Hsuan | JPN Japão Sumire Nakade Yumi Tanabe                     |
| Dupla mista       | TPE Taipé Chinês Wu Hsuan-Yi Yang Chu Yun | TPE Taipé Chinês Cheng Cheng Kuan Hsu Yin-Hui | CHN China Liao Pin Yi Li Qian                           |
| Dupla mista       | TPE Taipé Chinês Wu Hsuan-Yi Yang Chu Yun | TPE Taipé Chinês Cheng Cheng Kuan Hsu Yin-Hui | TPE Taipé Chinês Lin Yu Chieh Jheng Yu Chieh            |
| Equipe mista      | CHN China                                 | TPE Taipé Chinês                              | IND Índia                                               |
| Equipe mista      | CHN China                                 | TPE Taipé Chinês                              | KOR Coreia do Sul                                       |

## Quadro de Medalhas
| Atualizado em 22h 19min de 31 de julho de 2025 (UTC) | v d e |

| Ordem | País               | Medalha de ouro | Medalha de prata | Medalha de bronze |   |
| ----- | ------------------ | --------------- | ---------------- | ----------------- | - |
| 1     | TPE Taipé Chinês   | 2               | 3                | 1                 | 6 |
| 2     | CHN China          | 2               | 1                | 4                 | 7 |
| 3     | THA Tailândia      | 1               | 1                | 1                 | 3 |
| 4     | KOR Coreia do Sul  | 1               |                  | 1                 | 2 |
| 5     | FRA França         |                 | 1                |                   | 1 |
| 6     | JPN Japão          |                 |                  | 2                 | 2 |
| 7     | IND Índia          |                 |                  | 1                 | 1 |
| 7     | MAL Malaia         |                 |                  | 1                 | 1 |
| 7     | USA Estados Unidos |                 |                  | 1                 | 1 |